# Mosura 3
Mosura 3 (モスラ3 キングギドラ来襲?, Mosura Surī - Kingu Gidora raishū, lett. "Mothra 3 - L'attacco di King Ghidorah") è un film del 1998 diretto da Okihiro Yoneda.
Il film vede Mothra combattere con King Ghidorah venuto a distruggere la Terra.

## Trama
King Ghidorah arriva sulla terra. Mothra lo combatte ma perde e decide di andare nel passato per combattere la sua forma giovanile, ma perde di nuovo. Dopo molti anni tornati nel presente Mothra lo sconfiggerà grazie ad un'armatura.